# Joe Garagiola, Sr.
Pour les articles homonymes, voir Joe Garagiola.
Joseph Henry Garagiola, Sr. dit Joe Garagiola, Sr., né le 12 février 1926 à St. Louis dans le Missouri et mort le 23 mars 2016 à Scottsdale en Arizona, est un joueur américain de baseball et un commentateur sportif. 
Il évolue dans la Ligue majeure de baseball au poste de receveur entre 1946 et 1954. Il remporte la Série mondiale 1946 avec les Cardinals de St. Louis. 
Après sa carrière sportive, il est annonceur pour la télévision, notamment dans l'émission The Today Show de la NBC. Il est récipiendaire du Ford Frick Award, une récompense annuelle du Temple de la renommée du baseball destinée aux commentateurs de baseball. 

## Carrière

### Joueur

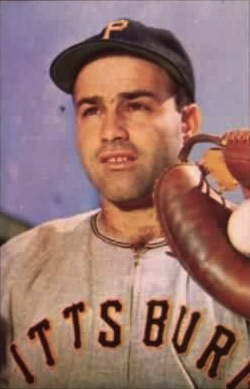
Joe Garagiola en 1953 avec les Pirates de Pittsburgh.

Joe Garagiola naît à Saint-Louis dans le Missouri. Il grandit sur Elizabeth Avenue dans un quartier italo-américain de la ville nommé The Hill. Quelques maisons le séparent de Yogi Berra, ami et concurrent au baseball tout au long de leur jeunesse. Noté par les scouts comme l'espoir le plus prometteur, même devant Berra, Garagiola Sr. ne sera pas élu au temple de la renommée du baseball comme ce dernier. Il dira de son enfance : « Je n'étais pas le meilleur receveur de la Ligue majeure, pas même le meilleur de ma rue ».
Recruté par les Cardinals de St. Louis à 16 ans, il devient le plus jeune joueur à évoluer pour les Red Birds de Columbus. Il fait ses débuts en Ligue majeure en 1946.
Il frappe 6 pour 19 en cinq matchs lors de la Série mondiale 1946, remportée par le club et la seule à laquelle il participera. Le 11 septembre 1947, Joe Garagiola Sr. marche sur le pied de Jackie Robinson, alors à la frappe, et s'ensuit une dispute. Robinson l'applaudit ironiquement pendant que l'arbitre retient Garagiola. 
Garagiola n'atteint pas le niveau prometteur que les scouts prévoyaient lors de sa détection. Il ne frappe en moyenne que ,257 en neuf saisons pour les Cadinals, les Pirates de Pittsburgh, les Chicago Cubs puis les New York Giants. Il raconte un jour que Stan Musial, ancien coéquipier, lui déclara lorsqu'il s'appretait à frapper (Garagiola était alors receveur) : « Quand comptes-tu prendre ta retraite ? »[réf. nécessaire]
En 1970, Garagiola se souvient de sa carrière : « Ce n'est pas un record, mais changer quatre fois d'équipes dans un championnat qui n'en compte que huit signifie quelque chose. Je pensais que j'étais mannequin pour la Ligue nationale ».

### Auteur
Garagiola Sr. est l'auteur de plusieurs ouvrages: Baseball is a Funny Game, paru en 1960 et qui lui confère un statut de personnalité publique dans le monde du baseball grâce à son style humoristique, It's Anybody's Ballgame en 1980 et Just Play Ball en 2007.

### Commentateur
Joe Garagiola Sr. devient annonceur à l'issue de sa carrière de joueur. Il commente les matchs des Cardinals de St. Louis pour KMOX de 1955 à 1962. Il travaille pour la NBC pendant vingt-sept ans à partir de 1961. En paire avec Bob Wolff il est annonceur national et commente de nombreuses Séries mondiales dans les années 1960, notamment aux côtés de By Saam et George Kell. 
Il retourne à la NBC en 1974 après un passage chez les Yankees de New York entre 1965 et 1967 où il annonce le 500e coup de circuit de Mickey Mantle. Il s'occupe du play-by-play puis présente à la télévision avec Tony Kubek de 1976 à 1982. Avec l'arrivée de Vin Scully en 1983, Joe devient présentateur à plein temps. 
Il anime Game of the Week pour la chaîne et commente de nombreuses rencontres importantes. Il démissionne en 1988 après avoir commenté la Série mondiale avec Vin Scully. C'est d'ailleurs CBS qui récupère les droits télévisuels de la Ligue majeure au détriment de la NBS peu de temps après. Joe Garagiola se plaint du traitement de la NBC qui l'aurait fait tourner en bourrique pendant la négociation de son contrat. Sports Illustrated décerne à NBC son premier "trophée de la mesquinerie" pour la façon dont elle traite Joe Garagiola Sr. Tom Seaver le remplace. 
Il devient ensuite brièvement commentateur pour les Angles de Californie. Il apparait aussi comme commentateur chez les Diamondbacks de l'Arizona où son fils est manager général.
En dehors de la NBC, Joe Garagiola travaille aussi pour The Today Show de 1967 à 1973 puis de 1990 à 1992. Il anime occasionnellement The Tonight Show Starring Johnny Carson. Il présente les émissions suivantes : He Said, She Said, Joe Garagiola's Memory Game, Sale of the Century, To Tell the Truth, Strike it Rich et The Baseball World of Joe Garagiola. 
Il commente aussi pour la boxe le Wrestling at the Chase et régulièrement The Orange Bowl Parade à Miami pour la nouvelle année. Il commente aussi le Westminster Kennel Club Dog Show.
En 1969 et 1970, il commente Monitor pour le réseau radio de la NBC. 
En février 2013, il prend sa retraite du micro, après une carrière de 57 ans dans les médias.

### Engagements

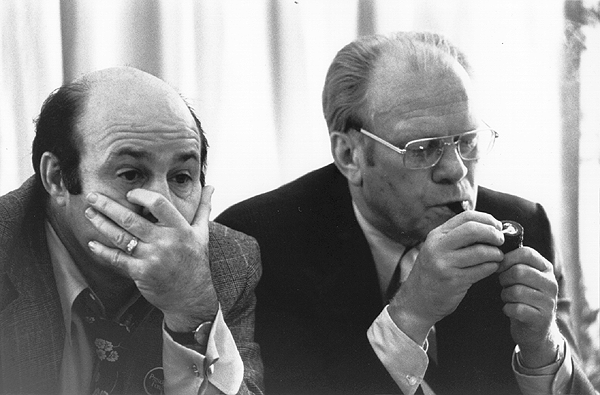
Joe Garagiola et Gerald Ford regardant les résultats de l'élection présidentielle de 1976.

Fervent soutien de Gerald Ford, il est embauché par le Comité national républicain pour animer plusieurs shows en compagnie du candidat à la présidentielle de 1976. Décrié, The Joe and Jerry Show aurait aidé à renforcer l'idée que Ford n'était pas fait pour le rôle auquel il se présentait. Les deux hommes nouent cependant une forte amitié et Garagiola est invité à regarder les résultats de l'élection aux côtés de Gerald Ford à la Maison-Blanche.
Joe Garagiola s'engage aussi dans la lutte contre le tabac à chiquer et son utilisation dans la Ligue majeure. Lui-même adepte de la pratique en carrière, il rend chaque année visite aux équipes de la Ligue pendant les entrainements de printemps accompagné de joueurs de sa génération atteints de cancers relatifs à cette pratique.

## Honneurs et récompenses
Il reçoit en 1991 le Ford Frick Award décerné par le Temple de la renommée du baseball pour sa carrière de commentateur de baseball. Il possède son étoile au Walk of Fame des Cardinals de St. Louis. Il est aussi récipiendaire du Peabody Award depuis 1973.

## Vie privée
Son fils, Joe Garagiola, Jr., est directeur général des Diamondbacks de l'Arizona de 1997 à 2005, puis vice-président des opérations baseball à la Ligue majeure de baseball. Son autre fils, Steve, est journaliste aussi et travaille pour une filiale de la NBC à Détroit. Sa fille, Gina, est écrivain autonome après avoir travaillé comme reporteur terrain en Arizona pour KTVK. 
Joe Garagiola, Sr. s'éteint le 23 mars 2016 à Scottsdale, en Arizona, à l'âge de 90 ans.